# Ciskei
Ciskei – bantustan dla ludów Khosa, utworzony w 1972 z istniejącego od 1968 Terytorium Ciskei. Uzyskał niepodległość 4 grudnia 1981. Obejmował  8 100 km² i liczył 1 088 476 mieszkańców. Stolicą kraju było Bisho. Powrócił do RPA 27 kwietnia 1994.

## Przywódcy Ciskei
- Justice Thandatha Jongilizwe Mabandla (1968–1973)
- Lennox Sebe (1973–1975)
- Charles Sebe (1975)
- Lennox Sebe (1975–1990)
- Joshua Oupa Gqozo (1994)
- Pieter van Rensburg Goosen i Bongani Blessing Finca (1994)